# Теренкара
Теренка́ра (каз. Тереңқара) — село у складі Талгарського району Алматинської області Казахстану. Входить до складу Кайнарського сільського округу.
Населення — 626 осіб (2021; 278 у 2009, 385 у 1999, 149 у 1989).